# Orectolobus reticulatus
Orectolobus reticulatus (лат.) — вид рода ковровых акул одноимённого семейства отряда воббегонгообразных. Они встречаются в восточной части Индийского океана и западной части Тихого океана у побережья Австралии на глубине до 18 м. Максимальная зарегистрированная длина 52,3 см. У них приплюснутые и широкие голова и тело. Голова обрамлена характерной бахромой, образованной кожными лоскутами.

## Таксономия
Впервые вид был научно описан в 2008 году. Вид известен всего по 4 особям. Ранее его ошибочно идентифицировали как Orectolobus wardi. Оба вида принадлежат к подгруппе маленьких, морфологически схожих воббегонгов, которая содержит как минимум 3 цветовые формы. Все члены подгруппы не превышают 100 см в длину, для них характерна простая форма лопастей, образующих дермальную бахрому. Ранее различия в окраске считались внутривидовыми вариациями, однако недавние сравнения нескольких экземпляров показали, что формы отличаются не только окраской и узором, но и морфологически. Для дальнейшего уточнения состава «группы wardi», ареала и статуса сохранности необходимы дальнейшие таксономические и генетические исследования, которые пока невозможны по причине недостатка исследуемого материала.
Видовое название происходит от слова лат. reticulum — «сетка», поскольку тело этих акул покрыто характерным сетчатым узором.

## Ареал
Orectolobus reticulatus являются эндемиками юго-западного побережья Австралии и встречаются на внешнем крае континентального шельфа от Джералдтона до Аугусты.

## Описание
У Orectolobus reticulatus приплюснутые и широкие голова и тело. Окраска очень пёстрая, тело покрыто седловидными отметинами и светлыми и тёмными пятнышками, образующими сетчатый узор. Ноздри обрамлены неразветвлёнными усиками. Лопасти кожной бахромы, расположенные позади брызгалец, плохо развиты. Над глазами имеются выступающие бугорки. Бородавки на спине отсутствуют. На пространстве между глазами плакоидные чешуйки расположены очень разреженно, их фронтальный край мелко зазубрен. Спинные плавники высокие, имеют прямой постав. Основание первого спинного плавника начинается на уровне середины оснований брюшных плавников. Расстояние между спинными плавниками составляет 0,3—0,5 длины основания анального плавника. Внутренний край анального плавника равно 0,4—0,6 от длины его внешнего края. Во рту имеется 21 верхний зубной ряд. Срединный ряд на симфизе верхней челюсти отсутствует. Общее количество позвонков осевого скелета 141—147.

## Биология
Все известные особи Orectolobus reticulatus были пойманы на мелководье на крючок. Вероятно, они прячутся в расщелинах и пещерах на коралловых и скалистых рифах. Вероятно, их рацион состоит из мелких костистых рыб и беспозвоночных. Можно предположить, что подобно прочим воббегонгам они размножаются яйцеживорождением.

## Взаимодействие с человеком
Вид не представляет интереса для коммерческого рыбного промысла. В водах Западной Австралии все акулы и скаты находятся под защитой закона. Данных для оценки Международным союзом охраны природы статуса сохранности вида недостаточно.